# بیگ بو (کانزاس)
بیگ بو (به انگلیسی: Big Bow) یک منطقهٔ مسکونی در ایالات متحده آمریکا است که در شهرستان استانتون، کانزاس واقع شده‌است. بیگ بو ۹۶۷٫۱۴ متر بالاتر از سطح دریا واقع شده‌است.